# In Your House 11: Buried Alive
In Your House 11: Buried Alive foi o um evento de wrestling profissional em formato pay-per-view (PPV) promovido pela World Wrestling Federation (WWF, atualmente WWE). O evento aconteceu em 20 de outubro de 1996, na Market Square Arena, em Indianapolis, Indiana. Ao todo, foram realizadas cinco lutas exibidas no PPV, além de três lutas dark. Esse foi o décimo primeiro evento da cronologia do In Your House.
O evento principal foi uma luta Buried Alive  entre The Undertaker e Mankind — a primeira luta desse tipo realizada pela WWF. No card secundário, Sycho Sid enfrentou Vader em uma luta para definir o desafiante número um ao WWF Championship, e Marc Mero defendeu o Intercontinental Championship contra Goldust. Este também foi o primeiro PPV da WWF no qual o campeão mundial vigente não participou de nenhuma luta exibida no evento.
Com o lançamento da WWE Network em 2014, o evento passou a estar disponível sob demanda, embora sem incluir as lutas dark. No entanto, a luta entre Shawn Michaels e Goldust foi posteriormente incluída no DVD e Blu-ray Attitude Era Unreleased, lançado em 2017.

## Produção

### Conceito
In Your House foi uma série mensal de wrestling profissional em formato pay-per-view (PPV) produzido pela primeira vez pela World Wrestling Federation (WWF, agora WWE) em maio de 1995. Eles iam ao ar quando a promoção não estava realizando um dos seus então cinco PPVs principais (WrestleMania, King of the Ring, SummerSlam, Survivor Series e Royal Rumble) e eram vendidos por um preço mais baixo. In Your House 11: Buried Alive aconteceu em 20 de outubro de 1996, na Market Square Arena, em Indianápolis, Indiana. O nome do evento foi bem apropriado, já que ele apresentou a primeira luta Buried Alive da história da promoção.
No documentário The Mortician: The Story of Paul Bearer, Bruce Prichard revelou que as vinhetas promocionais do evento foram gravadas em Fairfield, Connecticut, com The Undertaker, Mankind e Paul Bearer participando de segmentos conhecidos como Graveyard Promos, usados para aumentar a expectativa em torno da luta principal.
Já no programa Something Else to Wrestle with Bruce Prichard, o próprio Prichard contou que a ideia original era realizar a luta em um cemitério de verdade, como uma luta Graveyard, mas o conceito foi alterado e transferido para a Market Square Arena para que o público presente pudesse assistir ao vivo.

### Rivalidades
O ponto central do evento foi a rivalidade entre The Undertaker e Mankind, que vinha se intensificando desde o verão de 1996, quando o então manager de Undertaker, Paul Bearer, o traiu e se aliou a Mankind. Os dois já haviam se enfrentado anteriormente em uma Boiler Room Brawl no SummerSlam de 1996, ocasião em que Bearer se voltou contra seu antigo aliado e passou a acompanhar Mankind.
Para dar um desfecho à história entre eles, foi criada a luta Buried Alive, uma estipulação feita sob medida para os personagens de Undertaker e Paul Bearer. A única forma de vencer a luta era jogar o adversário em uma cova aberta e cobri-lo com terra usando uma pá.

## Evento

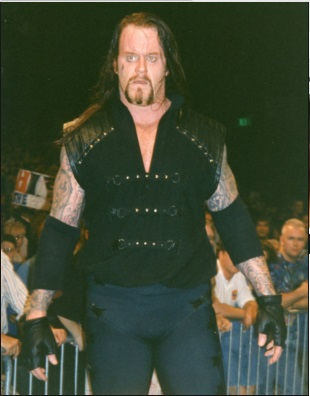
The Undertaker derrotou Mankind na primeira luta Burried Alive da história da WWF.

Durante o evento, Jim Ross — que estava no meio de uma storyline onde assumia o papel de comentarista “heel” — demonstrou crescente frustração conforme seu fone de ouvido enfrentava vários problemas técnicos ao longo da transmissão. Em diversos momentos, Ross comentava que a WWF estava tentando impedi-lo de expressar suas opiniões, tudo isso fazendo parte da narrativa planejada para seu personagem.
Outro destaque marcante do evento foi a estreia da música “Hell Frozen Over” de Stone Cold Steve Austin, com a icônica abertura do vidro se estilhaçando. Esse som se tornaria um dos elementos mais reconhecíveis da identidade de Austin e o acompanharia por toda a sua carreira.
Durante o evento principal, Crush, Bradshaw, Goldust, Hunter Hearst Helmsley e The Executioner se juntaram a Mankind para ajudá-lo a enterrar The Undertaker vivo. No entanto, após terminarem o ato, foram assustados pelo som de trovões, fugindo rapidamente. Em seguida, a mão do Undertaker emergiu da cova, encerrando o evento com uma cena memorável. Esta também foi a última vez que Undertaker usou sua clássica vestimenta com luvas roxas.

## Após o evento
The Undertaker retornaria posteriormente “do túmulo” após o suposto enterro no In Your House, dando continuidade à sua rivalidade contra Mankind e Paul Bearer. Isso incluiu uma luta no evento In Your House seguinte, onde ele derrotou The Executioner em uma luta Armageddon Rules. A rivalidade com Mankind continuaria, com altos e baixos, por vários anos — incluindo o lendário confronto em uma luta Hell in a Cell no King of the Ring de 1998, uma das lutas mais icônicas da história da WWF.
Graças à sua vitória sobre Vader, Sid garantiu uma luta contra o então Campeão Mundial da WWF, Shawn Michaels, no evento principal do Survivor Series 1996. Lá, Sid conquistou o WWF Championship pela primeira vez na carreira.

## Resultados
| Nº                                          | Resultados | Estipulações                                                                            | Tempo |
| ------------------------------------------- | --- | --------------------------------------------------------------------------------------- | ----- |
| Dark                                        | The Stalker derrotou Justin Bradshaw (com Uncle Zebekiah)                                                       | Luta individual                                                                         | 20:00 |
| 1                                           | Stone Cold Steve Austin derrotou Hunter Hearst Helmsley                                                         | Luta individual                                                                         | 15:30 |
| 2                                           | Owen Hart e The British Bulldog (c) (com Clarence Mason) derrotaram The Smoking Gunns (Billy e Bart Gunn)       | Luta de duplas pelo WWF Tag Team Championship                                           | 9:17  |
| 3                                           | Marc Mero (c) (com Sable) derrotou Goldust (com Marlena)                                                        | Luta individual pelo WWF Intercontinental Championship                                  | 11:38 |
| 4                                           | Sycho Sid derrotou Vader (com Jim Cornette)                                                                     | Luta individual para determinar o desafiante nº1 ao WWF Championship no Survivor Series | 8:00  |
| 5                                           | The Undertaker derrotou Mankind (com Paul Bearer)                                                               | Luta Burried Alive                                                                      | 18:25 |
| Dark                                        | The Godwinns (Henry O. Godwinn e Phineas I. Godwinn) derrotaram The New Rockers (Marty Jannetty e Leif Cassidy) | Luta de duplas                                                                          | 6:00  |
| Dark                                        | Shawn Michaels (c) (com Jose Lothario) derrotou Goldust (com Marlena)                                           | Luta individual pelo WWF Championship                                                   | 13:35 |
| (c) – Refere-se aos campeões antes da luta. | |                                                                                         |       |